# Carlos Brito
Carlos Eugénio Pereira de Brito (ur. 19 listopada 1935 w Porto) – portugalski polityk, inżynier i samorządowiec, deputowany, w 1990 minister obrony narodowej.

## Życiorys
Ukończył studia inżynierskie na Uniwersytecie w Porto, kształcił się też w zakresie organizacji i zarządzania. Zawodowo związany z sektorem energetycznym, pracował w przedsiębiorstwie Hidroeléctrica do Douro, a także w koncernie EDP, w którym pełnił funkcje dyrektora do spraw organizacyjnych (1977–1983) i doradcy zarządu (1988). Działacz zrzeszenia inżynierów, był portugalskim przedstawicielem w europejskiej federacji FEANI.
W połowie lat 70. dołączył do Partii Socjaldemokratycznej. W latach 1983–1985 wchodził w skład władz miejskich w Porto, gdzie odpowiadał m.in. za urbanistykę. Kierował lokalnymi instytucjami zajmującymi się usługami wodnymi i sanitarnymi oraz usługami transportowymi. Od 1985 do 1987 był przedstawicielem rządu w okręgu Porto. Od stycznia do marca 1990 zajmował stanowisko ministra obrony narodowej w rządzie, którym kierował Aníbal Cavaco Silva. W drugiej połowie lat 90. sprawował mandat posła do Zgromadzenia Republiki VII kadencji. Pozostał później działaczem lokalnych struktur PSD w Porto.